# ソラリアプラザ
ソラリアプラザ (SOLARIA PLAZA) は、九州最大の繁華街である福岡市中央区天神に位置するファッションビル。福岡県を拠点とする大手私鉄である西日本鉄道（西鉄）が所有・運営している。

## 概要
大手私鉄の1社である西日本鉄道（西鉄）による西鉄福岡（天神）駅周辺の再開発事業「天神ソラリア計画」の第一期として建設され、1989年3月に完成。西鉄福岡（天神）駅の西隣、かつて西鉄が運営していた「福岡スポーツセンター」の跡地に建っている。
ファッション店が多数入居するほか、映画館「TOHOシネマズ」やレストラン街、スポーツジムなどがあり、ホテル（ソラリア西鉄ホテル福岡）も併設されている。1階にはラブエフエム国際放送（FREE WAVE→ Love FM）のサテライトスタジオがある。コミュニティ放送局時代はビルの屋上に送信所を設置していた他、ビルの7階に本社スタジオを構えていた時期もある。
2013年6月から、以下の大々的なリニューアルを行っていた。
- これまで駐車場だった地下2階を店舗化、きらめき地下通路と直結させる。
- 現ソラリア西鉄ホテルエントランス・ロビー側にエスカレーターを新設。これに伴いホテルロビーは6階へ移動する。
- 3基の中央エレベーター改修。
- 警固公園側入口の外壁改修。1階から6階までガラス張りになる。
- 3階と5階の共用スペースの改修。同時に、地下1階及び4階 - 6階のトイレも面積を1.5倍に増床。

2015年4月26日にこれらのリニューアルが完了した。

## フロア構成
| 階        | 施設                                                                             | 接続                                                                   |
| --------- | -------------------------------------------------------------------------------- | ---------------------------------------------------------------------- |
| 17階      | ソラリア西鉄ホテル福岡（レストラン）                                             |                                                                        |
| 11 - 16階 | ソラリア西鉄ホテル福岡（客室）                                                   |                                                                        |
| 10階      | セントラルウェルネスクラブ                                                       |                                                                        |
| 8階       | ソラリア西鉄ホテル福岡（宴会場）                                                 |                                                                        |
| 7階       | ソラリアプラザ（レストラン） TOHOシネマズ天神 ソラリア西鉄ホテル福岡（小宴会場） |                                                                        |
| 6階       | ソラリアプラザ（レストラン） ソラリア西鉄ホテル福岡フロント                      | ソラリアターミナル駐車場・タクシー乗り場 （ソラリアターミナルビル4階） |
| 5階       | ソラリアプラザ（ファッション）                                                   | 西鉄天神高速バスターミナル降車場 （ソラリアターミナルビル3階）         |
| 4階       | ソラリアプラザ（ファッション）                                                   | 西鉄天神高速バスターミナル降車場 （ソラリアターミナルビル3階）         |
| 3階       | ソラリアプラザ（ファッション）                                                   | 西鉄福岡（天神）駅 （ソラリアターミナルビル2階）                       |
| 2階       | ソラリアプラザ（ファッション）                                                   | 西鉄福岡（天神）駅 （ソラリアターミナルビル2階）                       |
| 1階       | ソラリアプラザ（ファッション）                                                   |                                                                        |
| 地下1階   | ソラリアプラザ（ファッション）                                                   | ラシック福岡天神・きらめき通り地下通路                                 |
| 地下2階   | ソラリアプラザ（フードホール）                                                   | きらめき通り地下通路                                                   |

## 映画館
同プラザの7階には1フロアに3スクリーンを有する映画館がある。かつては「ソラリアシネマ」という名称だったが、2012年1月からはTOHOシネマズ直営の「TOHOシネマズ天神・ソラリア館」となった。

### ソラリアシネマ
1956年4月11日に同地で開業した名画座「センターシネマ」がその前身。当時は大人50円、小人30円の低料金だった。その後ロードショー館に転換し営業を継続したが、1987年5月、同地の再開発に伴い一時休館。その2年後の1989年3月、同プラザ7階に「ソラリアシネマ」としてリニューアルオープン。シネマ1は当時まだ珍しかった“スタジアム形式”の客席とボディソニックシステムを採用していた。初回・レイトショー以外は全席指定席であった他、西鉄ICカード「nimoca」で入場料金が清算することも出来た。
当初は、東宝洋画系作品（シネマ1は日劇3、シネマ3はシャンテ・シネのなかでも、主にフランス映画社の作品、シネマ2は名画座）がラインナップされていたが、末期はミニシアター向きの作品を中心とした上映に転換していた。しかし晩年は市内に登場したシネマコンプレックスの影響で次第に客足が落ち込み、ヒット作に恵まれない状況が続いた。
2011年8月に同年11月末での閉館を発表。同年11月30日、『マイケル・ジャクソン THIS IS IT』の爆音上映を行い、「センターシネマ」時代から数えて55年続いた歴史にピリオドを打った。

#### 座席数
- シネマ1：293席
- シネマ2：136席
- シネマ3：72席

3館ともドルビーデジタルEXに対応。（シネマ1のみSDDS8chにも対応している）。『スター・ウォーズ episode1』の為にドルビーサラウンドEXが導入されたが、結局SDDSでの上映となった。
シネマ2・3のSDDS6chの上映方式は、2010年のドルビーCP650の採用に際し廃止。シネマ1は、2010年にDLPデジタルシネマ映写機を導入。3D方式はXpanDを採用。

### TOHOシネマズ天神・ソラリア館
ソラリアシネマ閉館後、同館の跡地はTOHOシネマズに売却され、2012年1月21日、天神東宝と統合したシネマコンプレックス「TOHOシネマズ天神・ソラリア館」（とうほうシネマズてんじん・ソラリアかん）として再開業した。これに伴い天神東宝もTOHOシネマズ天神本館と名称変更されている。TOHOシネマズ系列としては梅田、なんばに続き、本館と別館がある3つ目の地域となったが、2017年3月31日に天神本館が建て替えのため閉館になり、ソラリア館のみの営業となっている。それ以降、天神地区における東宝系のアニメ映画の時期固定形のシリーズ作品の封切り館は、ソラリア館に移行している。
ソラリアシネマ時代はシネマ1のみデジタル上映だったが、リニューアル後は全スクリーンがデジタル上映に移行されている。

#### 座席数
3スクリーンの総座席数は433席で、ソラリア時代よりも68席減となった。前述の天神本館の閉店と共に、スクリーン番号が変更されている。
- スクリーン1（旧シネマ1→スクリーン7）：259席（+車椅子スペース2席）
- スクリーン2（旧シネマ2→スクリーン8）：113席（+車椅子スペース2席）
- スクリーン3（旧シネマ3→スクリーン9）：61席（+車椅子スペース1席）

## ギャラリー

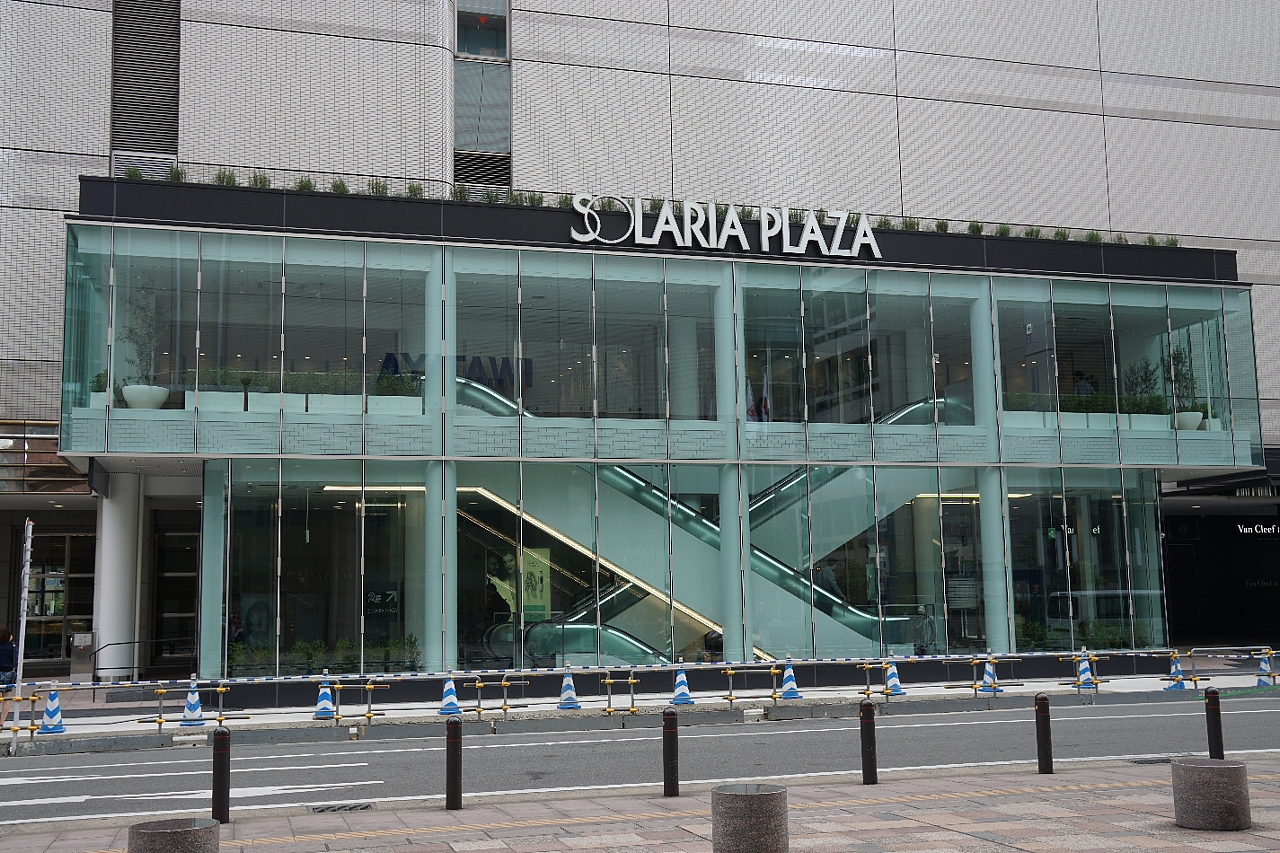
岩田屋側入口
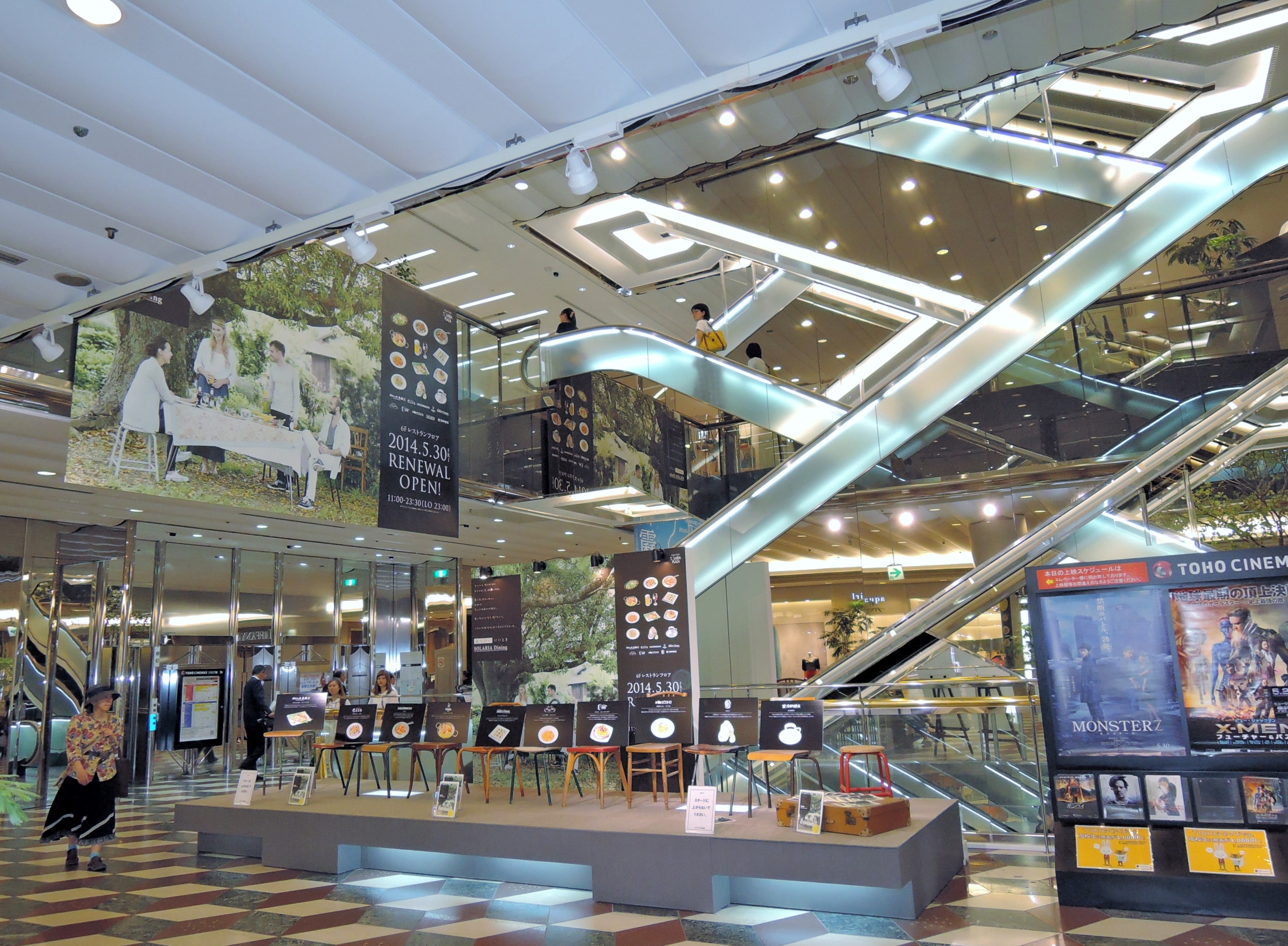
一階吹き抜け(新天町側）
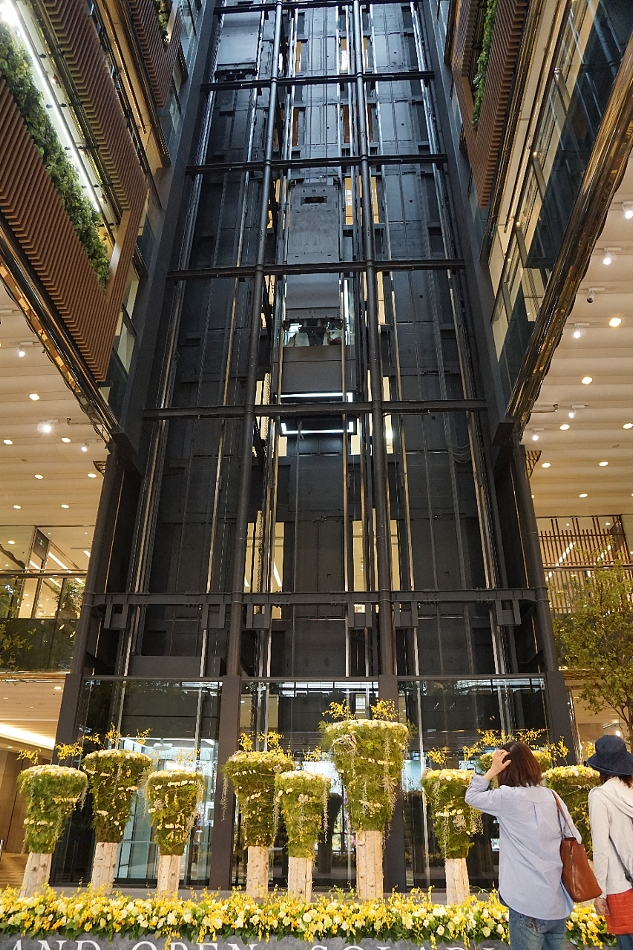
一階吹き抜け(警固公園側）